# 309

309(삼백구)는 308보다 크고 310보다 작은 자연수다.

## 수학
- 합성수로, 그 약수는 1, 3, 103, 309다. 진약수의 합은 107이므로, 309는 부족수다.
  - 99번째 반소수다. 앞의 반소수는 305, 다음 반소수는 314다.
- {\displaystyle 46^{3}-1}은 309로 나누어떨어진다.

## 과학
- NGC 309(영어판): 고래자리 방향에 있는 나선 은하.

## 교통

### 철도
- 수도권 전철 3호선 대화역의 역번호.
- 부산 도시철도 3호선 미남역의 역번호.
- 대구 도시철도 3호선은 309번 역이 없고, 312번부터 시작한다.

### 도로
- 일본 309번 국도(일본어판): 미에현 구마노시에서 오사카부 히라노구까지 이어지는 일본의 국도.
- 현도 제309호선

## 군사
- U-309(영어판, 독일어판): 제2차 세계 대전에 사용된 나치 독일의 군용 잠수함.

## 문화유산
- 대한민국의 국보 제309호: 백자 달항아리
- 대한민국의 보물 제309호: 정읍 천곡사지 칠층석탑
- 대한민국의 사적 제309호: 남원 실상사

## 방송
- U+ TV의 드림웍스 채널 채널 번호.
- LG헬로비전의 영어 국제 방송인 아리랑 TV 채널 번호.
- KT HCN의 애니원 채널 번호.

## 기타
- 날짜: 3월 9일
- 연도: 309년, 기원전 309년